# Pfostengrube

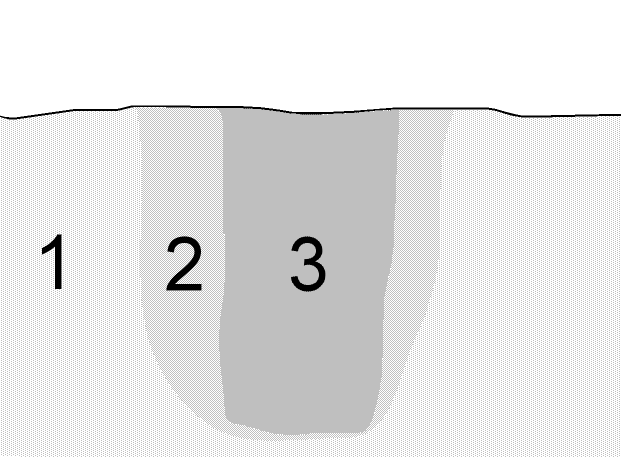
Schematisches Profil einer Pfostengrube
1 anstehende (geologische) Schicht
2 Verfüllung der Pfostengrube
3 Pfostenstandspur

Als Pfostengrube oder Pfostenloch bezeichnet man in der Archäologie die Überreste der Eingrabung, in die ehemals ein senkrecht stehender Holzpfosten gestellt wurde, um ihm Halt zu geben. Entsprechend der heutigen Holzmastenbauart waren die Pfosten meist Teil eines Bauwerks und die Eingrabung (Pfostensetzung) diente der Stabilisierung und Fundamentierung.

## Entstehung

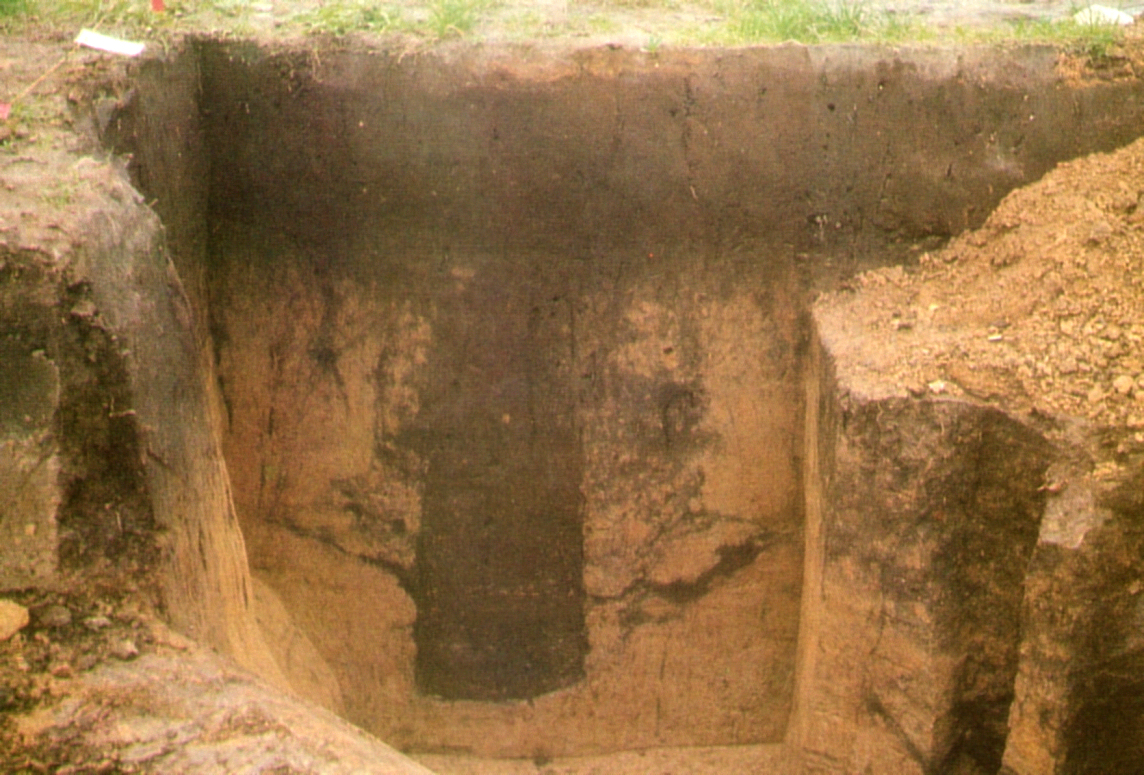
Profil einer ausgegrabenen Pfostengrube, mittig geschnitten

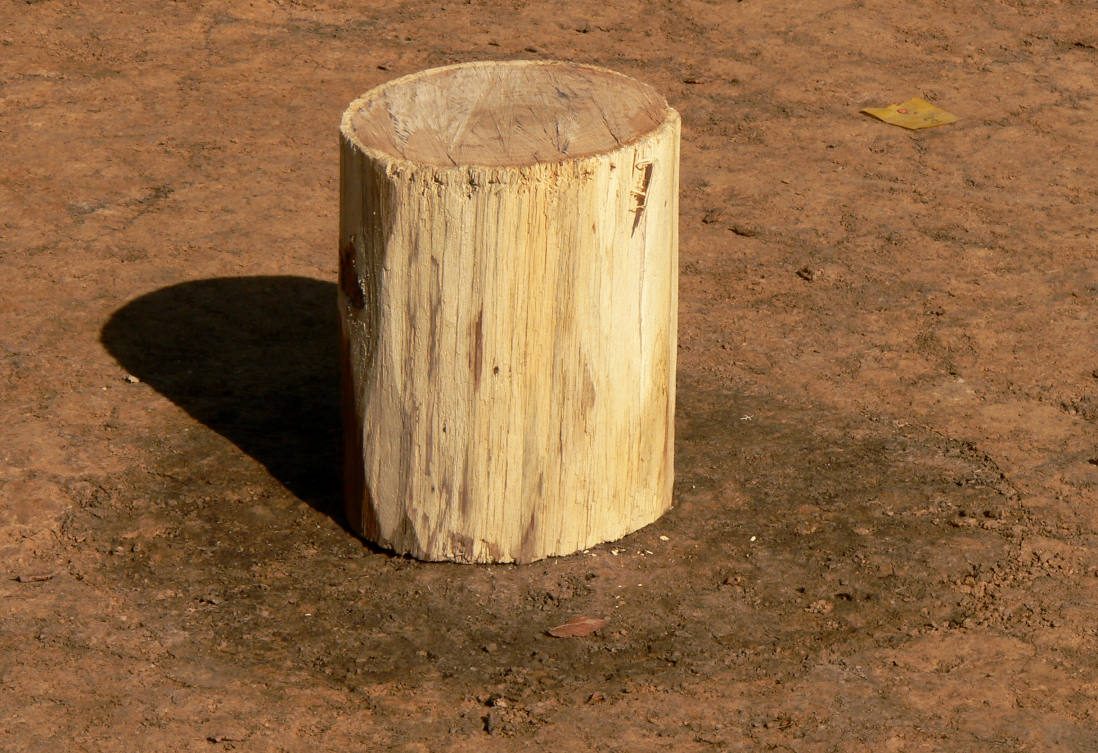
Stratum einer Pfostengrube als dunkle Bodenverfärbung, mit einem Baumstamm zur Veranschaulichung des einstigen Pfostens

Vor- und frühgeschichtliche Häuser sind zumindest in den gemäßigten Breiten meist in Pfostenbauweise errichtet worden. Dabei gaben eingegrabene Wandpfosten der Konstruktion Halt und trugen den Dachstuhl. Schon bei mittleren Pfostenstärken konnte aber ein wandhoher Pfosten nicht mehr in den Boden gerammt werden. Wesentlich einfacher und effektiver war daher das Eingraben. Dazu wurde eine möglichst schmale, meist rundliche Grube ausgehoben, in die der Pfosten hineingestellt werden konnte. Der verbliebene Raum um den Pfosten herum wurde dann wieder mit Erde aufgefüllt. Dabei wurden manchmal auch Steine in die Grube gedrückt, um den Pfosten besser zu fixieren (Keilsteine), bis die Grube vollständig verfüllt war. Außer für Gebäude wurden Pfostengruben auch für Zaunpfosten, einzelne Pfähle usw. angelegt.
Der gewachsene Boden unterscheidet sich gewöhnlich in Farbe und Konsistenz deutlich von der an der Oberfläche liegenden Humusschicht. Gräbt man nun ein Loch, so entspricht die später wieder eingefüllte Erde selten genau wieder dem ungestörten Boden. Es gerät z. B. Humus mit in die Verfüllung. Zumindest wird die entnommene Erde durch die Zwischenlagerung an der Oberfläche mehr oder weniger mit anderer Erde vermischt. Dadurch ist die wieder verfüllte Pfostengrube bei genauer Beobachtung anhand der Farbe und der Konsistenz auch nach Jahrtausenden zu erkennen. In extremer Form trifft dies auf Pfostengruben zu, die in Gesteinsschichten eingehauen werden mussten. Meist zeichnen sich Pfostengruben als runde dunkle Flecken im helleren Boden ab, etwa im Löss oder Sandboden.
Der Pfosten selbst bleibt nur in Ausnahmefällen erhalten – bei Feuchtbodenbedingungen oder wenn der Pfosten durch einen Brand bis in den Boden hinein verkohlt ist. Gewöhnlich vergeht das Holz im Boden, hinterlässt aber dadurch eine dunklere Färbung und einen humosen Boden. Unter günstigen Bedingungen kann man anhand dieser Verfärbung den Umriss des Pfostens als Pfostenstandspur erkennen.

## Untersuchungsmethoden
Um die Bodenverfärbung einer Pfostengrube zu erkennen, muss bei der archäologischen Ausgrabung der Boden mit scharfen Werkzeugen abgezogen werden. Der Pflughorizont mit dem Oberboden wird oft mit einem Bagger abgetragen, da in diesem durchmischten Boden keine archäologischen Befunde erhalten sind. Die in der Fläche festgestellten Befunde werden dokumentiert, unter anderem in einem eingemessenen Plan, im Foto und in einer Beschreibung. Sinnvollerweise werden die Pfostengruben in der Mitte geschnitten, das heißt zur Hälfte abgegraben, so dass ein Profil entsteht. Dieses wird ebenfalls dokumentiert und beschrieben.
Anhand der Verteilung in der Fläche und dem Durchmesser und der Tiefe verschiedener Pfostengruben können auf dem scheinbar wirren Plan manchmal Grundrisse von Gebäuden erkannt werden. Anhand unterschiedlicher Pfostenstärken und Eingrabungstiefen können dicke dachtragende Hauspfosten von dünneren, flach eingegrabenen Pfosten wie etwa von Innenwänden, Stallboxen usw. unterschieden werden.

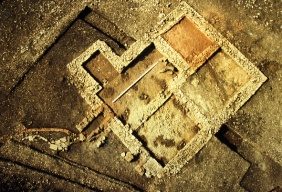
Römisches Badegebäude von Wurmlingen bei der archäologischen Grabung 1995: deutlich erkennbare Pfostengruben einer nachfolgenden alemannischen Innenbebauung

Die Datierung erfolgt über in die Pfostengruben geratenen Artefakte (zumeist Scherben) und eventuelle Überschneidungen mit jüngeren oder älteren Befunden, nur selten über naturwissenschaftliche Datierungen des Pfostens selbst. Allerdings sind datierbare Funde in den vergleichsweise kleinen Pfostengruben wesentlich seltener als etwa in den Vorrats- oder Abfallgruben, auch ist unklar, ob sie vor, während oder nach dem Bau des Gebäudes in den Boden gelangten.

## Bedeutung
Da die Häuser aus Holzbalken und lehmverputztem Flechtwerk über die Jahrhunderte, normalerweise aber schon nach wenigen Jahrzehnten, vollständig vergangen sind, sind Pfostengruben meist der einzige Überrest des Hauses, aus dem auf Grundriss und Bauweise geschlossen werden kann. Sie bilden damit für weite Gebiete der Ur- und Frühgeschichte die einzige Möglichkeit, Siedlungen, deren Aufbau, Größe und Entwicklung zu rekonstruieren. Das Erkennen von Pfostengruben ist daher die Grundlage der Siedlungsarchäologie. Das Rekonstruieren von Holzbauten anhand von Pfostengruben ist heute eine Standardmethode in der Archäologie.

## Forschungsgeschichte
Pfostengruben wurden erstmals in den 1890er Jahren bei der Erforschung des römischen Limes im Rheinland nachgewiesen, und zwar in Form von Eckpfosten römischer Wachtürme. Bei den Grabungen im Römerlager Haltern unter der Leitung von Carl Schuchhardt, die 1899 begannen, wurde erstmals in größerem Umfang auf Spuren von Holzbauten geachtet. In einem Vortrag bei Kaiser Wilhelm II. am 18. Januar 1904 über die Grabungen im Römerlager Haltern erklärte Schuchhardt das Phänomen der Pfostengruben mit einem Ausspruch von Georg Loeschcke: „Nichts ist dauerhafter als ein ordentliches Loch.“ Rudolf Pörtner formulierte es 1961 noch deutlicher: „Erst seit Haltern weiß man, dass nichts so dauerhaft ist wie ein Loch und dass Erdverfärbungen im Boden der gleiche urkundliche Wert zukommt wie den Handschriften der Historiker.“
Große Erfolge konnte Schuchhardt dann bei der Ausgrabung der Römerschanze bei Potsdam erzielen. Carl Schuchhardt und Albert Kiekebusch waren maßgeblich für die Verbreitung der Methode, auch gegen anfängliche Widerstände, und verfassten in ihren Grabungspublikationen ausführliche Beschreibungen zu Entstehung und Aussehen von Pfostengruben im archäologischen Befund.
An den Grabungen in der Römerschanze nahm auch Gerhard Bersu teil, der spätere Vorsitzende der Römisch-Germanischen Kommission. Er floh wegen Diskriminierungen während des Nationalsozialismus 1938 nach England und leitete dort während seiner Internierung als feindlicher Ausländer während des Krieges archäologische Ausgrabungen. Dadurch fand das Erkennen von Pfostengruben und damit der Nachweis oberirdischer Holzgebäude Eingang auch in die britische Archäologie.